# Langenwang
Langenwang é um município da Áustria, situado no distrito de Bruck-Mürzzuschlag, no estado da Estíria. Tem 75,93 km² de área e sua população em 2019 foi estimada em 3.867 habitantes.